# Grupa podpułkownika Władysława Beliny-Prażmowskiego
Grupa podpułkownika Władysława Beliny-Prażmowskiego – improwizowany oddział Wojska Polskiego z okresu wojny polsko-bolszewickiej.

## Struktura organizacyjna
Skład 16 kwietnia 1919
- dowództwo grupy
- dwa szwadrony 11 pułku ułanów
- trzy szwadrony 1 pułku szwoleżerów
- dwa szwadrony 4 pułku ułanów
- szwadron 7 pułku ułanów
- szwadron ciężkich karabinów maszynowych
- pluton artylerii konnej

W sumie grupa liczyła 840 „szabel”, 10 ckm-ów i 2 działa.